# Alhucemas-Inseln
Die Alhucemas-Inseln (auch Alhukemasinseln) sind eine spanische Inselgruppe im westlichen Mittelmeer vor der nördlichen Küste Marokkos.

## Geographie
Die Gruppe besteht aus den drei Inseln Peñón de Alhucemas, Isla de Mar und Isla de Tierra. Sie liegen nur 40 bis 400 m vor der marokkanischen Küste, unweit des Strandes von Sfiha. Rund vier Kilometer nordwestlich befindet sich die namensgleiche marokkanische Stadt Al-Hoceima (spanisch: Alhucemas).
Auf Peñón de Alhucemas betreibt das spanische Militär eine kleine Garnison mit 350 Soldaten, ansonsten sind die Inseln unbewohnt; es gibt keinen Hafen, nur ein Ankerplatz ist vorhanden.

## Geschichte
Die Inseln wurden 1560 während der Türkenkriege vom regionalen Sultan an Spanien abgetreten. 1921 versuchte Abd el-Krim sie während des Rifkriegs einzunehmen.
Als Marokko 1956 unabhängig wurde, behielt Spanien die Inseln, wie auch einige andere, und fasste sie zu einer Plaza de soberanía zusammen. Sie gehören zur Europäischen Union.
Im Sommer 2012 landeten ungefähr 90 Flüchtlinge aus der Subsahara auf der Isla de Tierra.

## Fotos

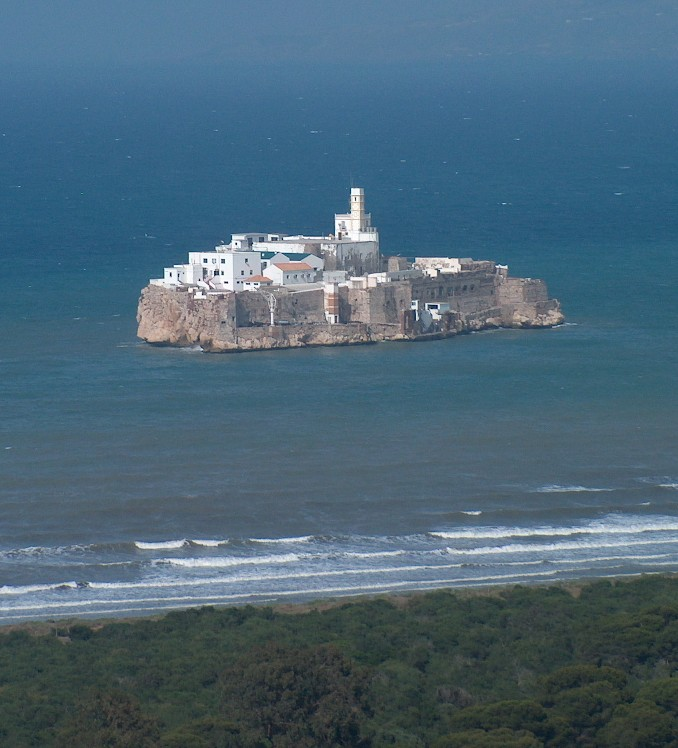
Hauptinsel Peñón de Alhucemas